# Национальный музей и художественная галерея (Тринидад)
Национальный музей и художественная галерея Тринидада и Тобаго (англ. National Museum and Art Gallery, Trinidad) — исторический и художественный музей на улице Фредерик-стрит в столице Тринидада и Тобаго — в центре города Порт-оф-Спейн; постоянная музейная экспозиция насчитывает более 10 000 предметов, разделённых на семь основных отделов: искусство, социальная история, естествознание, экономическая история, нефть и геология; расположен напротив Мемориального парка, к югу от Королевского парка; был основан в 1892 году как «Royal Victoria Institute» (RVI), в честь юбилея королевы Виктории — как часть колониальной политики по созданию культурных институтов в Британской империи. Управляется специальным законом, принятым в 2000 году; проводит временные выставки — в том числе и произведений современного искусства, созданных местными авторами.

## История и описание
Здание современного Национального музея и художественной галереи Тринидада и Тобаго было построено в период процветания Британской империи — как часть общей британской культурной политики по созданию художественных и краеведческих музеев в колониях и доминионах. Оно было спроектировано архитектором Д. М. Ханом и 17 сентября 1892 года открыто М. С. Девенишем — в связи с опозданием на церемонию губернатора, сэра Ф. Нейпира Брауна (по некоторым данным, губернатор заболел). Впервые на Тринидаде широкая публика увидела в стенах «Королевского института Виктории» микроскопические экспонаты; вскоре после открытия музей получил различные подарки и пожертвования от граждан — одним из них был и якорь, который предположительно использовал Христофор Колумб во время своего путешествии к Америке. «Якорь Колумба» был раскопан в 1877 году в том месте, где, в соответствии с записями в корабельном журнале, судно Колумба 2 августа 1498 года потеряло свой якорь.
В годы существования Британской империи музей использовался для исследовательских выставок в области естествознания и археологии, а также и для выставок произведений декоративно-прикладного искусства. В 1901 году здание было расширено и стало включать в себя как читальный зал, так комнату отдыха (салон) — на его территории были построены теннисные корты. 18 апреля 1913 года к музею был добавлен зал «Marie Louise Hall»: он расположился в «Мемориальном крыле короля Эдуарда VIII» — на первом этаже здания, с его восточной стороны. В то время в музее находилось несколько уникальных коллекций по естествознанию, включавших в себя чучела птиц, коллекцию раковин, а также — собрание рептилий и насекомых.
19 мая 1920 года музейное здание полностью сгорело, а большая часть музейных коллекций была потеряна. Основная часть здания была перестроена в соответствии со старым проектом: оно было вновь открыто в июне 1923 года и первоначально использовался для театральных и музыкальных мероприятий, а также для проведения коммерческих уроков (лекций). Однако, в 1945 году колониальное правительство решило расширить свою выставочную деятельность и вновь присвоило зданию статус музея. Во время обретения Тринидадом независимости, в 1962 году, коллекции были перемещены в дом бывшего губернатора: где предполагалось создать Национальный музей и картинную галерею. Однако, данный план не был реализован и коллекции были возвращены в здание бывшего института Королевы Виктории.

### Национальный музей
Национальный музей даёт местной аудитории представление о жизни состоятельных островитян колониального периода. Здесь можно увидеть самые различные «артефакты»: от комодов и оловянных графинов до позолоченного кассового аппарата; экспонаты дополнены поясняющей информацией. Не заканчиваясь на XVIII веке, коллекция содержит и экспонаты 1940-х годов — «типичная» кухня и гостиная того периода представлены в коллекции, наряду с радиосистемами, каменноугольной плитой, граммофоном и сушилкой для белья.
Музей города Порт-оф-Спейн является филиалом Национального музея; он расположен в форте, построенном испанцами для защиты гавани в 1757 году. Музей полиции (Музей полицейской службы) также является филиалом Национального музея — он расположен в центре города и рассказывает об истории городских сил правопорядка: музей был открыт 22 сентября 2004 года в здании бывшего полицейского управления на улице Сент-Винсент.

### Художественная галерея
Художественная галерея насчитывает около тысячи экспонатов: коллекция включает в себя картины, скульптуры и инсталляции, которые охватывают более 150 лет искусства Тринидада и Тобаго. Коллекция произведений местного художника Мишеля-Жана Касабона (1813—1888) является старейшей частью музейного собрания — она датируется 1847—1857 годами. Кроме того, в музее представлено 28 картин Маргрет Манн, являвшейся ученицей Касабона во время её пребывания на Тринидаде. Остальная часть собрания состоит из объектов, переданных государственными учреждениями страны, а также — подаренными и купленными властями. Кроме того, галерея проводит и временные выставки — в том числе и произведений современного искусства, созданных местными авторами — стремясь тем самым способствовать продвижению тринидадских авторов на международной арт-сцене.